# Bouba Touré
Bouba Touré, né en 1942 à Tambacounda (Sénégal) et mort le 21 janvier 2022 à Paris, est un projectionniste, photographe, réalisateur, acteur, militant, agriculteur et écrivain.
Formé au métier de projectionniste au Centre universitaire de Vincennes, il travaille au cinéma "14 Juillet" et à "L’Entrepôt", à Paris. En parallèle, il mène tout au long de sa vie un travail photographique engagé, documentant, des années 1970 à 2022 la vie et les luttes des travailleurs immigrés africains en France. Il  documente et participe également à la création de la coopérative agricole de Somankidi Coura,, fondée en 1977 dans la région de Kayes au Mali, en collaboration avec d’autres travailleurs immigrés et militants africains.
Bouba Touré est l'auteur du livre Notre case est Saint-Denis 93 publié aux éditions Les Xérographes. En novembre 2019 il collabore avec Raphael Grisey à l'ouvrage Semer Somankidi Coura – Une archive générative,  centré autour des archives de la coopérative agricole auto-gérée du même nom.
Aux côtés du réalisateur Raphaël Grisey, il a co-réalise deux films :  Bouba Touré, 58 rue Trousseau, 75011 Paris, France (2008) et Les Voix croisées – Xaraasi Xanne (2022), tous deux retraçant l'histoire de cette coopérative.

## Biographie

### Jeunesse
Issu d'une famille malienne d'origine soninké, Bouba Touré naît en 1942 dans la commune de Tambacounda au Sénégal. À sa naissance il est nommé Samba Banta Bouba, Samba en référence au nom donné au deuxième garçon d'une fratrie, selon une pratique courante chez les soninkés, puis en second prénom Banta en hommage à son grand-père maternel. Bouba est son troisième prénom, mais c'est celui qu'il adopte au quotidien et qu'il utilise pour signer ses œuvres photographiques et cinématographiques. Son grand-père est un ancien soldat de la première guerre mondiale enrôlé de force par l'administration coloniale et compte parmi les rares habitants de son village à être revenu. Son oncle à servi comme soldat durant la guerre d'Indochine.

Comme le plus souvent dans cette région, sa famille vit de l'agriculture vivrière en cultivant maïs, mil et riz. Dès son plus jeune âge, conformément aux pratiques en usage alors, il participe aux travaux agricoles dans les champs et contribue à la production familiale. Ce mode de vie basé sur l'autosuffisance connait une transformation radicale, lorsqu'entre 1945 et 1948 l'administration coloniale remplace progressivement le paiement de l'impôt en nature par un paiement en argent. Dès lors, de nombreux agriculteurs de la région de Kayes réorientent leur production pour produire du capital afin de répondre aux exigences fiscales imposées par l'administration coloniale.

« C’est cette même année aussi que l’administration coloniale a décidé de faire payer à la population les impôts en argent. C’était entre 1945 et 1948. Avant les impôts se payaient en nature. Tel village devait donner tel nombre de tonnages en riz, en maïs, en mil ou en arachide. L’arachide alimentait l’usine Lesieur basée à Dakar. »

— Bouba Touré, Semer Somankidi Coura

### Arrivée en France et formation
C'est dans ce contexte que Bouba Touré quitte Kayes afin de travailler comme boy dans la ville de Tambacounda au Sénégal. En 1965, à la demande de son père il part pour la France,. Ce dernier l'envoie dans l'espoir qu'il puisse y travailler et subvenir aux besoins de sa famille en leur envoyant de l'argent. Une fois installé, il devient résident d'un foyer de travailleur migrant, le foyer Pinel à Saint-Denis, il travaille à l'usine Chausson, qui produit des pièces de voiture pour différentes entreprises telles que Renault, Peugeot et Simca. Le travail à l'usine est pénible et Bouba Touré refuse que sa vie se résume à ce statut d'ouvrier. Très vite, il prend conscience des inégalités et des mauvais traitements subis par les travailleurs immigrés africains et commence à militer en intégrant différents mouvements sociaux en faveurs des droits des travailleurs immigrés durant les événements de Mai 1968. Les contestations sociales en France liés aux événements de mai s'étendent jusqu'aux foyers de la SONACOTRA ainsi qu'à plusieurs usines où sont organisées grèves et manifestations.
Parallèlement, en 1969, il se forme au Centre universitaire de Vincennes pour devenir projectionniste. C’est dans cette université qu'il fait la rencontre des deux réalisateurs mauritaniens Sidney Sokhona et Med Hondo,. Comme Bouba Touré, ces deux réalisateurs sont sensible aux luttes sociales en faveur de l'amélioration des conditions de vies des travailleurs immigrés en France et réalisent plusieurs films engagés dénonçant ces inégalités. Sidney Sokhona est en 1974 l’assistant de Med Hondo sur son film Les Bicots-nègres, vos voisins. En 1978, Bouba Touré joue dans le film Safrana ou le droit à la parole, réalisé par Sidney Sokhona. Lors de la sortie du film de Sidney Sokhona Nationalité : Immigré sorti en 1976, Bouba Touré organise des projections dans plusieurs foyers en France.

### L'ACTAF et la coopérative de Somankindi Coura
En 1971, Bouba Touré fait partie des membres fondateurs de l'ACTAF (Association Culturelle des Travailleurs Africains en France), qui est à l'origine fondé comme un Comité de soutien pour la lutte pour l'indépendance dans les colonies portugaises d'Afrique,. Ce comité coordonne différentes activités au sein des foyers visant à soutenir les mouvements indépendantistes de l’Angola, de la Guinée-Bissau, et du Mozambique,; et sensibilise les travailleurs immigrés à cette cause en organisant des campagnes de collectes de vêtements ainsi que des dons de sang. En 1973, le comité devient l'ACTAF, un nom volontairement neutre servant de couverture aux activités militantes qui continuent de soutenir diverses luttes politiques notamment en Palestine et au Vietnam. Au sein de cette association sont organisés des événements culturels dans les foyers de travailleurs, en marge des luttes sociales.
L'année 1973 est marquée une sècheresse importante touchant toute la région du Sahel qui entraine une dégradation des terres cultivables, une baisse au niveau des productions agricoles et déclenche une crise alimentaire. Face à cette situation, beaucoup de travailleurs immigrés souhaitent rentrer pour aider leur communauté, Bouba Touré et d'autres travailleurs organisent un projet de retour au Mali. Avec le soutien de l'ACCIR (l’Association Champenoise de Coopération Inter-Régionale) ce projet prend forme, à travers des stages de formation aux techniques agricoles auprès de familles d'agriculteurs de la Marne et de la Haute-Marne en partenariat avec le CCFD (Comité Catholique contre la Famine et pour le Développement) et la CIMADE. En 1975-1976, plusieurs d'entre eux partent se former pendant six mois auprès de ces agriculteurs. Leur formation est un succès, mais certains ont été victimes de racisme et d'exploitation de la part de certaines familles.
À l'issue de cette formation, l'ACTAF publie le communiqué intitulé “Immigration-Quelle solution ?” invitant d'autres travailleurs à rejoindre leur mouvement de départ pour la région de Kayes au Mali, afin de réaliser un premier défrichement dans le village de Somankidi situé au abord du fleuve Sénégal. Leur coopérative commence par exploiter 120 hectares irrigables en double culture. La coopérative propose plusieurs solutions concrètes aux problématique liées à l'écologie, la sécurité alimentaire et l'économie locale, et a pour objectif de favoriser l'accès à l'emploi des jeunes en leur garantissant un emploi tout au long de l'année, leur évitant ainsi de migrer durant les six mois de saison sèche pour chercher une activité.

### Vie artistique entre la France et le Mali
Tout au long de sa vie, Bouba Touré photographie les luttes sociales et le quotidien des immigrés en France ainsi que des scènes de vie au Mali,. Depuis les années 1980, son travail est exposé dans plusieurs pays, notamment en France, au Royaume-Uni, au Canada, au Mali, en Allemagne,, en Italie et en Belgique. Plusieurs expositions ont été organisées dans des foyers de travailleurs ainsi que dans diverses institutions et lieux culturels à travers le monde tels que la Cité Internationale des Arts, La Biennale de Venise, Le Centre Pompidou, Z33 et les Rencontres africaines de la photographie,,.
Bouba Touré publie en 2015 aux éditions Xénographes "Notre case est Saint-Denis 93", une autobiographie mêlée de fiction retraçant sa vie en France en tant qu'immigré.
En 2018, il écrit et joue dans la théâtre et le film Xeex Bi Du Jeex – A Luta Continua, en collaboration avec Raphaël Grisey et la troupe de théâtre sénégalaise Káddu Yaraax. Cette pièce mêle improvisation et discussion avec Bouba Touré à partir des archives de la coopérative de Somankidi Coura.
Deux œuvres en ont été tirées, auxquelles a participé Bouba Touré. D'abord un livre en collaboration avec Raphaël Grisey, paru en novembre 2019 sous le titre Semer Somankidi Coura – Une archive générative, qui évoque la création de la coopérative à travers un mélange de récits, d'interviews et d'archives. Puis un film documentaire réalisé par Raphaël Grisey, Les Voix croisées – Xaraasi Xanne (2022), retraçant l'histoire de la coopérative à partir d'archives photographiques et cinématographiques. Le film a été diffusé dans plusieurs festivals et a reçu différents prix[réf. nécessaire].

### Décès
Bouba Touré meurt le 21 janvier 2022 à Paris.

## Archives de Bouba Touré
Après son décès, Bouba Touré a laissé derrière lui plus de 80 000 négatifs photographiques, des diapositives ainsi que divers documents. Comme il l'a souhaité de son vivant, une partie de cet ensemble a été déposée aux archives départementales de la Seine-Saint-Denis.
Compte tenu de l'ampleur de ce fonds, le coût de numérisation est élevé. Pour cette raison, le 25 mars 2023 est lancée une campagne de financement pour soutenir le projet de numérisation de ses archives. Grâce à la somme récoltée pendant la campagne de financement et aux différents prix reçus par le film Xarassi Xanne lors de festivals, la numérisation d'une partie des archives a pu être prise en charge par une société privée. En mai 2025, 30 000 négatifs sont numérisés, pré-inventoriés et accessibles aux archives départementales de la Seine-Saint-Denis. 50 000 restent à numériser.

## Cinéma

### Acteur
- 1977 : Safrana ou le droit à la parole de Sidney Sokhona

### Co-réalisateur avec Raphaël Grisey
- 2008 : Bouba Touré, 58 rue Trousseau, 75011 Paris, France
- 2022 : Les Voix croisées – Xaraasi Xanne

### Récompenses et distinctions
Pour le film : Les Voix croisées – Xaraasi Xanne (2022)
- Festival Cinéma du Reel 2022 : Prix de l’Institut Français Louis Marcorelles

- FCAT Festival de Ciné Africano Tanger-Tarifa 2022 : Prix du Meilleur Long-métrage documentaire
- Festival Monde en Vues 2022 : Prix « spécial politique » du documentaire Ligue des droits de l’Homme
- Archivio Aperto festival 2022 : Prix du meilleur long-métrage
- Festival Filmer le Travail 2023 : Mentions spéciales du jury de la compétition, Mentions spéciales du jury étudiants de la compétition

## Théâtre
- Xeex Bi Du Jeex – A Luta Continua[18] en collaboration avec Raphaël Grisey et la troupe de théâtre sénégalaise Káddu Yaraax.

## Publications
- 2015 : Notre case est Saint-Denis 93
- 2018 : Semer Somankidi Coura – Une archive générative (co-édité avec Raphaël Grisey)